# 鸭茅属
鸭茅属（学名：Dactylis）是禾本目禾本科下的一个属，为粗壮、多年生草本植物。该属共有约4种，分布于欧亚之温带和北非。

## 下属物种
- 鸭茅 Dactylis glomerata L.